# Sandrine Deegen
Pour les articles homonymes, voir Deegen.
Sandrine Deegen est une monteuse belge.

## Filmographie

### Au cinéma

#### Courts métrages
- 1993 : Rose
- 1995 : Bob (le déplorable)
- 1995 : Cérémonie
- 1995 : Luc et Marie
- 1996 : À la folie
- 1997 : Ma vie avec Baptiste
- 1999 : Le Planeur
- 2000 : Walking on the Wild Side
- 2004 : Les Demoiselles
- 2004 : Oh là là (aussi scénariste)
- 2007 : Boulevard l'océan
- 2009 : Passagers
- 2010 : Le Grand Jeu
- 2014 : Forêt

### Télévision

#### Séries télévisées
- 2007 : Septième Ciel Belgique
- 2009 : À tort ou à raison
- 2018 : eLegal

#### Téléfilms
- 2008 : Les Poissons marteaux
- 2011 : Passé-composé

### Ingénieur du son

#### Cinéma
- 1996 : La Promesse
- 1996 : Le Huitième Jour
- 1997 : Ma vie en rose
- 1998 : La Faille
- 2000 : Ali Zaoua: Prince of the Streets

## Récompenses et distinctions
- 2018 : Magritte du meilleur montage pour Paris pieds nus

- (en) Sandrine Deegen: Awards, sur l'Internet Movie Database